# Wije Polski
Wije Polski – liczba gatunków wijów (Myriapoda) stwierdzonych w Polsce wynosi około 150 taksonów.

## Pareczniki(Chilopoda)

### Zieminkokształtne(Geophilomorpha)
Rodzina Himantariidae
- Stigmatogaster subterraneus (Shaw, 1789)

Rodzina Mecistocephalidae
- Dicellophilus carinolensis (C. L. Koch, 1847)

Rodzina Schendylidae
- Schendyla furciens Kaczmarek, 1962
- Schendyla nemorensis (C. L. Koch, 1837)
- Schendyla zonalis Brolemann et Ribaut, 1911

Rodzina zieminkowate (Geophilidae)
- Geophilus carpophagus (Leach, 1814)
- Geophilus electricus (Linnaeus, 1758) – zieminek
- Geophilus oligopus (Attems, 1895)
- Geophilus proximus C. L. Koch, 1847
- Geophilus pygmaeus Latzel, 1880 – wykazany jako G.pygmaeus var. silesiacus
- Brachygeophilus truncorum (Bergsöe et Meinert, 1867)
- Necrophleophagus flavus (De Geer, 1778)
- Photophilus griseus Folkmanova, 1928 – gatunek wątpliwy
- Clinopodes flavidus C. L. Koch, 1847
- Clinopodes linearis (C. L. Koch, 1835)
- Pachymerium ferrugineum (C. L. Koch, 1835)

Rodzina Linotaeniidae
- Strigamia acuminata (Leach, 1814)
- Strigamia crassipes (C. L. Koch, 1835)
- Strigamia engadina (Verhoeff, 1935)
- Strigamia transsylvanica (Verhoeff, 1935)
- Strigamia pusilla (Selivanoff, 1884) – prawdopodobnie tylko podgatunek S. pusilla perkeo (Verhoeff, 1935)

Rodzina Dignathodontidae
- Henia illyrica (Meinert, 1870)
- Henia vesuviana Newport, 1845 – zawleczony, Ogród Botaniczny Uniwersytetu Wrocławskiego[2]

### Skolopendrokształtne(Scolopendromorpha)
Rodzina Cryptopidae
- Cryptops hortensis (Donovan, 1810)
- Cryptops parisi Brolemann, 1920[3]

### Drewniakokształtne(Lithobiomorpha)
Rodzina drewniakowate (Lithobiidae)
- Harpolithobius anodus (Latzel, 1880)
- Lithobius aeruginosus L. Koch, 1862
- Lithobius agilis C. L. Koch, 1844
- Lithobius austriacus (Verhoeff, 1937)
- Lithobius biunguiculatus Loksa, 1947
- Lithobius boettgeri Verhoeff, 1925 – oznaczenie wątpliwe
- Lithobius borealis Meinert, 1868
- Lithobius burzenlandicus Verhoeff, 1931
- Lithobius calcaratus C. L. Koch
- Lithobius corrigendus Dobroruka, 1989 – oznaczenie wątpliwe
- Lithobius crassipes L. Koch, 1862
- Lithobius curtipes C. L. Koch, 1847
- Lithobius dentatus C. L. Koch, 1844
- Lithobius erythrocephalus C. L. Koch, 1847
- Lithobius forficatus (Linnaeus, 1758) – drewniak widełkowiec
- Lithobius lapidicola Meinert, 1872
- Lithobius lucifagus L. Koch, 1862[4]
- Lithobius macilentus L. Koch, 1862
- Lithobius matici Prunescu, 1966
- Lithobius melanops Newport, 1845
- Lithobius microps Meinert, 1868
- Lithobius mutabilis L. Koch, 1862
- Lithobius muticus C. L.  Koch, 1847
- Lithobius nigrocullis Folkmanova, 1928 – oznaczenie wątpliwe
- Lithobius nodulipes Latzel, 1880
- Lithobius parietum Verhoeff, 1925
- Lithobius peledinus Haase, 1880
- Lithobius piceus L. Koch, 1862
- Lithobius proximus Sseliwanoff, 1878[5]
- Lithobius silvivagus Verhoeff, 1925
- Lithobius tatricus Dobroruka, 1958
- Lithobius tenebrosus Meinert, 1872
- Lithobius tricuspis Meinert, 1872

Rodzina Henicopidae
- Lamyctes fulvicornis Meinert, 1868

## Krocionogi(Diplopoda)

### Strzępnice(Polyxenida)
Rodzina strzępnicowate (Polyxenidae)
- Polyxenus lagurus (Linnaeus, 1758) – strzępnica zającowata

### Skulice(Glomerida)
Rodzina skulicowate (Glomeridae)
- Glomeris connexa C. L. Koch, 1847
- Glomeris conspersa C. L. Koch, 1847
- Glomeris guttata Risso, 1826
- Glomeris hexasticha Brandt, 1833
- Glomeris marginata (Villers, 1789) – skulica obrzeżona
- Glomeris mnischei Nowicki, 1870
- Glomeris pustulata (Fabricius,  1781)
- Glomeris undulata C. L. Koch, 1844
- Trachysphaera acutula (Latzel, 1884)
- Trachysphaera costata (Waga, 1858)
- Trachysphaera gibbula (Latzel, 1884)

### Polyzoniida
Rodzina Polyzoniidae
- Polyzonium germanicum Brandt, 1837 – mnogosz właściwy
- Polyzonium eburneum Verhoeff, 1907 – oznaczenie wątpliwe

### Chordeumatida
Rodzina Mastigophorophyllidae
- Mastigophorophyllon cirriferum Verhoeff, 1889
- Mastigophorophyllon saxonicum Verhoeff, 1910
- Mastigophorophyllon serrulatum Attems 1926
- Karpatophyllon polinskii Jawłowski 1928
- Mastigoma bosniensis (Verhoeff, 1887)
- Mastigoma vihorlatica (Attems, 1899)
- Haploporatia eremita (Verhoeff, 1909)

Rodzina Haaseidae
- Haasea flavescens (Latzel, 1884)

Rodzina Craspedosomatidae
- Craspedosoma simile Verhoeff, 1891
- Chelogona carpathica (Latzel, 1882)
- Ochogona caroli (Rothenbuhler, 1900)
- Ochogona jankowskii (Jawłowski, 1938)

Rodzina Chordeumatidae
- Melogona voigti (Verhoeff, 1899)
- Mycogona germanicum (Verhoeff, 1892)

Rodzina Brachychaeteumatidae
- "Brachychaeteuma" mamillatum (Haase, 1886) – oznaczenie wątpliwe

### Węzławce(Polydesmida)
Rodzina Chelodesmidae
- Chondrodesmus cf. riparius[6]

Rodzina węzławcowate (Paradoxosomatidae)
- Oxidus gracilis (C. L. Koch, 1847)
- Strongylosoma stigmatosum (Eichwald, 1830) – węzławiec walcowaty

Rodzina rosochatkowate (Polydesmidae)
- Brachydesmus superus Latzel, 1884
- Polydesmus complanatus (Linnaeus, 1761)
- Polydesmus denticulatus C. L. Koch, 1847
- Polydesmus hamatus Verhoeff, 1897
- Polydesmus inconstans Latzel, 1884
- Polydesmus komareki Gulicka, 1962
- Polydesmus montanus Daday 1889
- Polydesmus polonicus Latzel, 1884
- Polydesmus tatranus Latzel, 1882

Rodzina Macrosternodesmidae
- Ophiodesmus albonanus (Latzel, 1895)

Rodzina Oniscodesmidae
- Amphitomeus attemsi (Schubart, 1934)

### Krocionogi właściwe(Julida)
Rodzina Blaniulidae
- Blaniulus guttulatus (Fabricius,  1798) – krocionóg krwawoplamy
- Proteroiulus fuscus (Am Stein, 1857)
- Boreoiulus pallidus (Brade-Briks, 1920)
- Boreoiulus tenuis (Bigler, 1913)
- Choneiulus palmatus (Nemec, 1895)
- Nopoiulus kochii (Gervais, 1847)
- Cibiniulus phlepsi (Verhoeff, 1897)

Rodzina Nemasomatidae
- Nemasoma varicorne C. L. Koch, 1847

Rodzina krocionogowate (Julidae)
- Julus scandinavicus Latzel, 1884
- Julus terrestris Linnaeus, 1758
- Ophyiulus fallax (Meinert, 1868)
- Leptoiulus bakonyensis (Verhoeff, 1889) – w Polsce poza podgatunkiem nominatywnym również L. bakonyensis pruticus Jawłowski, 1931
- Leptoiulus korongisius Attems 1904
- Leptoiulus liptauensis (Verhoeff, 1894)
- Leptoiulus minutus (Porat, 1889)
- Leptoiulus proximus (Nemec, 1896)
- Leptoiulus simplex Verhoeff, 1894 – w Polsce podgatunek L. simplex marcomannius Verhoeff, 1913
- Leptoiulus trilobatus (Verhoeff, 1894) – w Polsce poza podgatunkiem nominatywnym również L. trilobatus polonicus Jawłowski, 1930
- Leptoiulus tussilaginis (Verhoeff, 1907)
- Xestoiulus carpathicus (Verhoeff, 1907)
- Xestoiulus laeticollis (Porat, 1889) – w Polsce poza podgatunkiem nominatywnym również X. laeticollis mierzeyewskii Jawłowski, 1925
- Allajulus nitidus (Verhoeff, 1881)
- Kryphioiulus occultus (C. L. Koch, 1887)
- Cylindroiulus arborum Verhoeff, 1928
- Cylindroiulus britannicus (Verhoeff, 1891)
- Cylindroiulus burzenlandicus Verhoeff, 1907
- Cylindroiulus caeruleocinctus (Wood, 1864)
- Cylindroiulus horvathi (Verhoeff, 1897)
- Cylindroiulus latestriatus (Curtis, 1845)
- Cylindroiulus parisiorum (Brolemann et Verhoeff, 1896)
- Cylindroiulus punctatus (Leach, 1815)
- Cylindroiulus trunctorum (Silvestri, 1896)
- Enantiulus nanus (Latzel, 1884)
- Enantiulus tatranus (Verhoeff, 1907)
- Enantiulus transsilvanicus (Verhoeff, 1899)
- Unciger foetidus (C. L. Koch, 1847)
- Unciger transsilvanicus (Verhoeff, 1899)
- Brachyiulus bagnalli (Brolemann, 1924)
- Brachyiulus pusillus (Leach, 1814)
- Megaphyllum projectum Verhoeff, 1894 – w Polsce podgatunek M. projectum kochi (Verhoeff, 1907)
- Megaphyllum silvaticum (Verhoeff, 1898)
- Megaphyllum sjaelandicum (Meinert, 1868)
- Megaphyllum unilineatum (C. L. Koch, 1838)
- Ommatoiulus sabulosus (Linnaeus, 1758) – krocionóg piaskowy
- Rossiulus vilinensis (Jawłowski, 1925)

## Skąponogi(Pauropoda)
Grupa słabo poznana, w Polsce prawdopodobnie około 30 gatunków:
Rodzina Brachypauropodidae
- Brachypauropus hamiger Latzel, 1884
- Brachypauropus occultus Rafalski, 1977
- Brachypauropus superbus Hansen, 1902

Rodzina Pauropodidae
- Stylopauropus pedunculatus (Lubbock, 1867)

## Drobnonogi(Symphyla)
Stwierdzono 3 gatunki, jednak najprawdopodobniej występuje kilkanaście podobnie jak w krajach sąsiednich:
Rodzina Scolopendrellidae
- Symphylella vulgaris (Hansen, 1903)

Rodzina Scutigerellidae
- Scutigerella immaculata (Newport, 1845) – drobnonóg ogrodowy
- Hanseniella nivea (Scopoli, 1763)